# 鹿溪 (馬里蘭州)

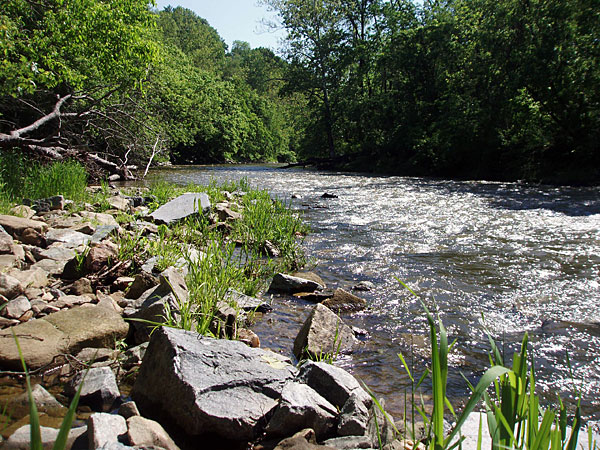
鹿溪垂釣

鹿溪（英語：Deer Creek）是馬里蘭州和賓夕法尼亞州的一條河流，全長52.9英里（85.1公里），流經哈福郡的風景區，在95號州際公路和科諾溫戈大壩之間的半山腰匯入薩斯奎哈納河。其流域面積為171平方英里（440平方公里）。鹿溪在馬里蘭州的流域面積為145平方英里（380平方公里）。